# Klete Keller
Klete Derik Keller, född 21 mars 1982 i Las Vegas, är en amerikansk före detta simmare som tog medaljer vid Olympiska sommarspelen i Sydney 2000, i Aten 2004 och i Peking 2008, i 400 meter frisim och 4x200 meter frisimsstafett.
Keller arresterades efter sitt deltagande i Stormningen av Kapitolium 2021.

## Uppväxt
Klete Keller föddes 21 mars 1982 i Las Vegas i Nevada. Båda hans föräldrar var idrottare vid Arizona State University, fadern basketspelare och modern simmare. Även hans systrar var simmare, och den yngre systern Kalyn Keller deltog även hon i Olympiska sommarspelen 2004.

## Internationell karriär
Keller deltog i Sommar-OS 2000, 2004 och 2008.
Under frisimsstafetten 4×200-meter under Sommar-OS i Aten vann han över australiensaren Ian Thorpe med 0,13 sekunder.

## Privatliv
Efter simmarkarriären återvände han till studierna och tog sin examen vid University of Southern California och Eastern Michigan University, samt hade olika arbeten som försäljare. Han trivdes dock inte med sitt arbete. Under 2014 skilde han sig, blev hemlös och bodde i sin bil. Under 4 år saknade han umgängesrätt med sina barn. Han fick hjälp av sin syster Kalyn att komma på fötter igen, och börja arbeta som simlärare. Därefter började han arbeta på fastighetsföretaget Hoff & Leigh.

## Stormningen av Kapitolium 2021
I januari 2021 arresterades Klete Keller för sitt deltagande i Stormningen av Kapitolium 2021. Företaget där han arbetat gjorde den 12 januari ett uttalade där de meddelande att han inte längre arbetade där och att de tog avstånd från hans agerande.